# Jon Ossoff
Thomas Jonathan Ossoff (ur. 16 lutego 1987 w Atlancie) – amerykański polityk pochodzenia żydowskiego, senator Stanów Zjednoczonych ze stanu Georgia, producent filmów dokumentalnych i dziennikarz śledczy.

## Życiorys

### Życie młodzieńcze i edukacja
Urodził się w Atlancie, jego ojciec był Żydem z korzeniami rosyjsko-litewskimi, matka pochodzi z Australii. Uczęszczał do prywatnej szkoły o nazwie Paideia. W szkole średniej odbył praktyki u kongresmena Johna Lewisa, który był ważną postacią ruchu praw obywatelskich. Uważał Lewisa za swojego mentora. Dzięki poparciu Lewisa udało mu się zebrać fundusze na pierwszą kampanie wyborczą. Ukończył studia magisterskie na London School of Economics. Po studiach został dyrektorem generalnym zlokalizowanej w Londynie firmy Insight TWI, która zajmuje się produkcją filmów dokumentalnych na temat spraw społecznych.

### Kariera polityczna
Ossoff był kandydatem Partii Demokratycznej w przedterminowych wyborach w 2017 roku w 6. okręgu wyborczym stanu Georgia do Izby Reprezentantów Stanów Zjednoczonych. Przegrał drugą turę, zdobywając 48,2% głosów z Karen Handel, która uzyskała 51,8%.
Jon Ossoff zwyciężył w przeprowadzonych 9 czerwca 2020 prawyborach Partii Demokratycznej do Senatu Stanów Zjednoczonych. W przeprowadzonych 3 listopada 2020 wyborach żaden z kandydatów nie uzyskał wymaganych 50% głosów. Zwyciężył w przeprowadzonej 5 stycznia 2021 drugiej turze, zdobywając 50,61% głosów.
20 stycznia 2021 wiceprezydent Stanów Zjednoczonych Kamala Harris zaprzysiężyła Jona Ossoffa na senatora. Jon Ossoff został pierwszym senatorem pochodzenia żydowskiego z Georgii i pierwszym od 1879 roku żydowskim senatorem z Głębokiego Południa.